# Sant Cugat de Ravós del Terri
L'església parroquial de Sant Cugat de Ravós del Terri es troba a Ravós del Terri, en un petit turonet al marge dret del riu Terri, inclosa dins el recinte del castell de Ravós.

## Història
L'església parroquial de Sant Cugat havia estat la capella del castell de «Rogationibus», al comtat de Girona. En el nomenclàtor del bisbat de Girona s'esmenta l'«Ecclesia parrochialis Santcti Cucuphati de Rogationibus». El castell pertanyia al capítol de Girona i l'ardiaca de Girona detenia el títol de senyor de Ravós. El primer document que menciona l'església data de 1096. El 1314 va esdevenir parròquia independent.

## Arquitectura
Edifici d'una sola nau capçada a llevant per un absis semicircular, de planta rectangular, coberta amb volta apuntada i arcs torals. La façana sosté un campanar quadrat amb merlets. L'estructura de la nau és del segle xi, probablement sobre una construcció preromànica segons s'observa en els carreus de la base de l'angle sud-oest. La porta d'entrada era lateral, a migdia, amb arc de mig punt fet per grans dovelles. (Avui resta amagada en un racó del pati, ja que posteriorment es feu una nova entrada a la façana principal, d'estil barroc amb forma quadrangular, dintell monolític i brancals bisellats). L'aparell és de pedra sorrenca amb carreus regulars. La reforma que marca l'aspecte actual devia ser de principi del segle xii moment en què es va construir l'absis amb carreus ben tallats de 20 X 40 cm, ornamentat exteriorment amb un fris d'arcuacions llombardes separats per lesenes que resten parcialment amagades. Les petites dovelles dels arquets són de pedra volcànica negra, com l'ull de bou que apareix mig tapat sobre la porta lateral. L'interior de l'absis, que té una finestra centrada de doble esqueixada, posseeix una imposta de tronc de piràmide invertit i és cobert amb un quart d'esfera on es conserven els frescos pintats, segurament, amb motiu de la renovació de la nau. Es regruixaren interiorment els murs laterals, obra que a migdia adopta la forma de tres arcs de mig punt formant capelletes entre les quals es sobreposen pilastres que suporten els arcs formers de la nova volta. Aquesta volta fou, segurament, reconstruïda el segle xiv.

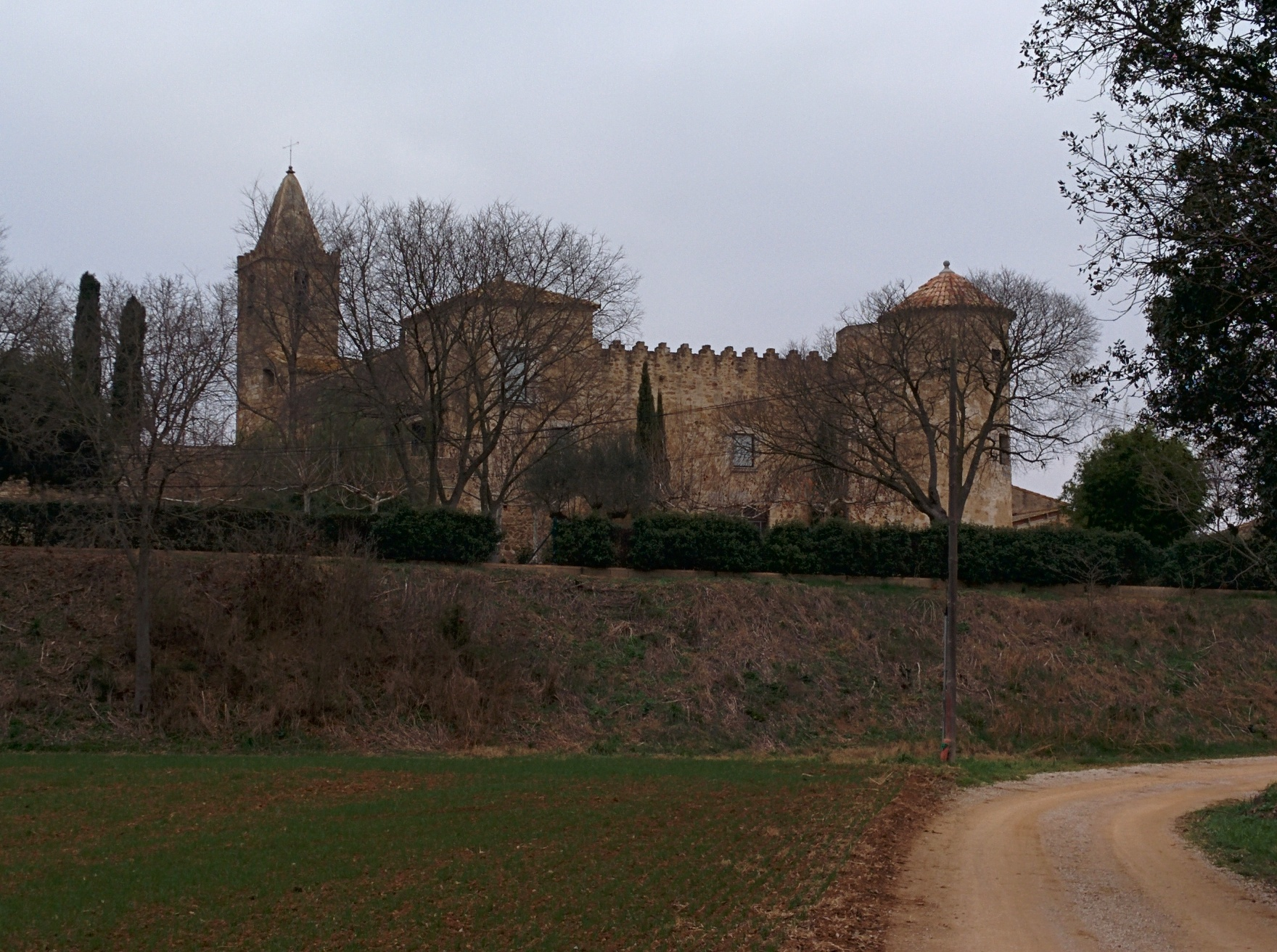
Castell de Ravós i església de Sant Cugat (2014)

A l'interior de l'església destaca la cornisa de la imposta de la volta de la nau que és decorada amb motius geomètrics i figuratius. Els més interessants es troben a la cara frontal del cimaci, on recolza l'arc toral, on hi ha representat un cap d'animal que devora una serp. A l'esquerra s'hi veu una mena d'arbre amb dos parells de branques que separa l'animal d'una figura d'un home, ajagut, que agafa el cos de la serp. També es distingeixen altres cares humanes i animals com un simi i un drac de dos caps. La major part de les escenes representades en la cornisa sembla que fan referència al mal i al càstig del pecat i es podrien datar cap al final del segle xii.

### Pintures murals
S'atribueixen al cercle del Mestre de Lluçà. Es conserven a l'absis central. Una aurèola tetralobada centra la composició. Al bell mig, seguint la tradició romànica hi ha la figura del «Maiestas Domini» (Crist en Majestat), amb el nimbe crucífer. Té els dos braços alçats; amb la mà dreta beneeix i amb l'esquerra aguanta el llibre tradicional. És flanquejat per les figuracions circulars del sol i de la lluna a dreta i esquerra. Als costats dos àngelols sostenen l'aurèola. A la base del quart d'esfera, a banda i banda del Crist, hi ha les figures dels evangelistes. Sembla que escriguin damunt un pergamí que hi ha a la taula i amb la mà sostenen el que podria ser un recipient de tinta. A la taula hi ha escrit:«Marchus», el de Joan, força esborrat, «Matheus» i «Luchas». Els evangelistes són representats com a figures antropo-zoomòrfiques (cos humà, cap d'animal) excepte en el cas de Mateu.
El conjunt es va donar a conèixer l'any 1928 a través de la Revista de Catalunya. Sembla que la datació més probable seria a l'entorn de 1300. Les pintures ja no són romàniques sinó una versió popular de l'estil gòtic.